# 田中長三郎
田中 長三郎（たなか ちょうざぶろう、1885年11月3日 - 1976年6月28日）は、日本の農学者。台北帝国大学農学部、東京農業大学農学部、大阪府立大学農学部等の教授を歴任。学位は農学博士（東京帝国大学）、理学博士（九州大学）。勲三等瑞宝章、勲三等旭日中綬章受章者。
ミカン科植物、中でも柑橘属の分類研究の世界的権威としてウォルター・T・スウィングルと並び称される。生涯に渡って研究を重ね、分類した種は柑橘属だけで159種（その他、未分類3種）に及ぶ。またウンシュウミカンの代表的品種である宮川早生の発表やセミノールの導入など、現在の柑橘産業に多大な貢献を果たした。

## 略歴
- 1885年 兵庫県神戸市須磨区に生まれる。
- 1910年 東京帝国大学農科大学（現在の東京大学農学部）卒業。白井光太郎の指導の下、学士論文として『日本柑橘種類学』を発表
- 1915年 ワシントンで米国農務省 (USDA)の技師となる。この頃よりスウィングルの下で柑橘の研究を行う
- 1919年 帰国、結婚。帰国直後より、スウィングルを通して親交があった南方熊楠の活動を支援し、南方植物研究所の設立に尽力
- 1925年 福岡県山門郡城内村（現柳川市）の宮川謙吉の宅地内にて発見された枝変わり種を宮川早生として発表
- 1926年 福岡県に田中柑橘試験場を開設
- 1927年 雑誌『柑橘研究』を創刊。
- 1929年 台湾に渡り、台北帝国大学理農学部熱帯農学第二講座教授に就任
- 1932年 東京帝国大学農学博士号を取得  題は「温州蜜柑譜、特ニ芽条変異ニ拠ル新変種ノ発生ニ就テ(英文)[1]」
- 1934年 日本園芸学会理事に就任
- 1941年 勲三等瑞宝章受章
- 1946年 台北帝国大学を退官、帰国
- 1950年 東京農業大学農学科園芸学教授に就任
- 1954年 九州大学理学博士号を取得。題は「Species problem in citrus[2]」。 大阪府立大学農学部教授に就任
- 1955年 カリフォルニア大学よりセミノールとカラマンダリン[3]の種子を導入
- 1956年 大日本農会理事に就任
- 1961年 大阪府立大学を退官（名誉教授）
- 1967年 勲三等旭日中綬章受章
- 1976年 死去、享年91。その功績を称え、天皇より銀杯一個（菊紋）が贈られた
- 1977年 国立民族学博物館所蔵品として世界食用植物資料を寄付した功績により（遺族へ）木杯一組台付（桐紋）が贈られた

## 主な著作
- 『温州蜜柑譜 (A Monograph of the Satsuma Orange)』台北帝国大学、1932年
- 『柑橘の研究』養賢堂出版、1933年
- 『世界食用植物事典 (Tanaka's Cyclopedia of Edible Plants of the World)』啓学出版、1976年